# Yontan Airfield
Yontan Airfield est un ancien aérodrome militaire de la côté ouest d'Okinawa, situé à Yomitan. Créé par les Japonais en 1944 sous le nom d'aérodrome de Kita, il est capturé en 1945 par les Américains qui le réparent et y installent une base. Fermé en 1996, l'aérodrome est alors rendu au gouvernement japonais et converti à un usage civil.